# 永瀬正敏
永瀬 正敏（ながせ まさとし、1966年7月15日 - ）は、日本の俳優・写真家。有限会社ロケットパンチ所属。宮崎県都城市出身。

## 来歴

### 学生時代
都城市立姫城中学校卒業。宮崎県立都城西高等学校に進学するも、1983年に上京。日本大学鶴ヶ丘高等学校に再入学したが、堀越高等学校に転学して卒業する。
小学生の頃は地元の小さな野球団で少年野球をしていた。中学生時代はバンドを結成。この頃は特にザ・クラッシュやセックスピストルズなどパンクバンドにとても影響を受けており、中でもイギー・ポップやジョー・ストラマーは神様のように思っていた。

### 芸能界に入る
1982年、高校生の頃、全国オーディションにて約15000人の中から選ばれ、相米慎二監督の映画『ションベン・ライダー』1983年2月11日(公開日)にデビュー
。撮影は1982年8月～9月。
1990年『ミステリー・トレイン』に出演。ジャームッシュ作品に出演した若手俳優として注目を浴びてからは映画中心に活躍する。
1991年、映画『息子』に出演。日本アカデミー賞・ブルーリボン賞・キネマ旬報・日刊スポーツ映画大賞で助演男優賞、毎日映画コンクール・報知映画賞で主演男優賞をそれぞれ受賞した。
1994年、『an・an』（5月6.13日No.290、マガジンハウス）で『アンアン読者が選ぶ好きな男』ランキング1位に選ばれた。
1994年から1996年に『私立探偵 濱マイク』シリーズの映画3本に出演。その後2002年からのテレビドラマ版にも出演した。
2004年、『渇いた花〜four by four equal one〜』にて初めて自身の脚本・監督作をDVD化した。
2010年日本における口蹄疫の流行に際し、義援金300万円を寄付。生まれ故郷宮崎へメッセージと、希望をテーマにしたアート作品を発表。公式HPに特設ギャラリーページ『for... 〜HOPE art gallery』を設置し、宮崎に「希望を」というテーマに賛同するアーティスト達の作品を展示した。
デビュー30年目となる2013年より撮り貯めた写真を一挙に掲載し、公式HPに特設ギャラリーページ『I meet you Project』を設置。自身が撮影した写真作品を多数公開した。2013年12月には写真展を地元宮崎で開催。また2014年1月までの間にLIVE、映画祭、新世紀映画『彌勒 MIROKU』（Film orchestra ver.）も宮崎で開催された。
2013年8月.9月合併号から2015年8月.9月合併号まで『warp MAGAZINE JAPAN』の表紙とカバーストーリーグラビアの撮影を2年間担当。
2014年2月、デビュー以前から2013年までの軌跡を金原由佳による超ロングインタビュー、荒木経惟による撮り下ろし表紙&グラビア、関係者インタビュー、映画やTV・CMなど出演作データファイルを掲載した『アクターズ・ファイル 永瀬正敏』をキネマ旬報社より出版。
イェール大学に映画史研究資料として蔵書されている。
2014年11月3日、宮崎県都城市のみやこんじょ大使に就任。
2017年6月2日、愛媛県の伊予観光大使に就任。映画『KANO 1931海の向こうの甲子園』(2014年・台湾) にて、愛媛県立松山商業学校（現・愛媛県立松山商業高等学校）野球部の元監督で、台湾台南州立嘉義農林学校(現・国立嘉義大学)野球部の監督に就任した「近藤兵太郎」役を演じたことがきっかけである。
2017年10月、第30回東京国際映画祭コンペティション部門の審査委員をトミー・リー・ジョーンズ、マルタン・プロボ、レザ・ミル＝キャリミ、ビッキー・チャオらと務める。
2019年3月～、朝日新聞デジタル&travel　連載　「永瀬正敏フォトグラフィック・ワークス　記憶」永瀬による写真とエッセイ連載中（毎週金曜日更新)
2019年3月22日、奈良県吉野町で撮影された『Vision』に主演したことが縁で、映画監督の河瀨直美と共に「吉野町観光特任大使」・「つながり住民吉野」に任命される。
2019年11月、第56回金馬奨で台北金馬影展（＝映画祭）執行委員会の主席アン・リー（李安）氏の元、最終審査員に就任。
同映画祭の映像産業従事者や映像関連学科の学生・教員を対象とした関連プログラム「マスタークラス」（金馬電影大師課）で講師を務め、役者としての下準備や国際共同制作におけるコツを語った。
2021年1月から3月まで、愛知県高浜市市制50周年、高浜市やきものの里かわら美術館開館25周年を迎える記念の展覧会で写真展を開催。

## 人物

### 家族
- 元信用金庫勤務の父[17]、母[17]。弟がいたが生後程なくして亡くなっている[2][18]。
- 母方の実家は代々薬屋を営んでおり、母は永瀬が役者としてデビューする少し前、当時の薬種商（薬種商販売業）の資格を取っている[19]。
- 祖父は薩摩琵琶がきっかけで写真師の弟子になり[17]、のちに戦前鹿児島県志布志市の写真館で働く写真師となる[20][17]。戦後の混乱で写真館をたたみ、実家がある宮崎に戻ったが事情により廃業せざるを得なかった経緯がある[2]。祖父の意思を継ぐべく、永瀬は俳優業と共にカメラマンとしても精力的に活動している[7]。
- 曽祖父は祖父に薩摩琵琶と、武士の誇りを教えた[17]。当時薩摩藩の一部であった都城市（都城郷）の武士であり、戊辰戦争と西南戦争に参戦している[17]。91歳で大往生した際には、地元紙に「最後の薩摩武士逝く」と大きく報道されたという[18]。
- 愛猫家で猫と暮らしている[21]。人から猫を預かっていたときに目の前で生まれ、母猫が子猫に対して育児放棄の様子であったため「子猫に小さな哺乳瓶でミルクを与えてあげているうちに、すっかり自分の息子のような気がしてきて。もう今、彼がいなくなったらヤバいです」と明かしている[1]。

### 交友関係
- 交友関係が広く、他ジャンルのアーティストとのコラボレーションも少なくない。撮影現場で知り合った高校生の自主映画に出演したこともある[2]。「自分からアプローチしたことはほとんどなく、何しろ今まで生きてきて、僕は自分から何かを始めたことはひとつもないと思ってるぐらい。誇りに思ってるのは“出会い”」であるという[2]。Instagramでは、著名人、一般人との交流を自ら写真撮影したものが掲載されている。

### 仕事に対する思い
- 作品の内容さえ気に入れば規模や場所にかかわらず出演するというスタンスであり、1990年代以降の新しい映画俳優のあり方を確立した草分け的存在として評価されることがある。
- 近年は写真家として自作品を発表する機会が多い。これについて「祖父が写真師だった影響を受けているかも知れない」と語っている[18]。
- 転機となった『ミステリー・トレイン』の出演以降、現在まで活動の大半は自身が愛する映画への出演となっており、映画以外での演技について語られることは少ない。ただし本人がテレビドラマ、舞台演劇などに対して否定的な意見を述べたことはほとんどなく、『ママはアイドル』に関しては「コメディの空気を学べた」と肯定的なコメントもしている。

### 評価
- Twitch Filmのトッド・ブラウン(Todd Brown)からは、Masatoshi Nagase is one of the great unsung heroes of Japanese film, a hugely reliable character actor with seemingly unerring taste in projects who - despite a huge body of work - remains largely unknown by name.と評されている[22]。
- 日本人俳優として初めてカンヌで出演作が3年連続コンペティション部門にノミネートされた[23]。
- 斎藤工は、「永瀬さんが今までされてきた仕事は僕の憧れ。永瀬さんはアジア映画のひとつの象徴であり、大いなるアイコンであると、なんだか勝手に誇らしくなっています」と述べている[24]。

## 受賞歴
- 1991年度
  - 第16回報知映画賞 主演男優賞（『息子』『アジアンビート アイ・ラブ・ニッポン』『喪の仕事』）
  - 第4回日刊スポーツ映画大賞・石原裕次郎賞 助演男優賞（『息子』）
  - 第65回キネマ旬報ベスト・テン 助演男優賞（『息子』）
  - 第46回毎日映画コンクール 男優主演賞（『息子』『喪の仕事』『アジアンビート アイ・ラブ・ニッポン』）
  - 第36回ブルーリボン賞 助演男優賞（『息子』）
  - 第15回日本アカデミー賞 新人俳優賞（『アジアンビート アイ・ラブ・ニッポン』『息子』『喪の仕事』）[25]
  - 第15回日本アカデミー賞 最優秀助演男優賞（『息子』『喪の仕事』）
  - エランドール賞 新人賞（『息子』他）
- 1992年度
  - 第7回高崎映画祭 最優秀主演男優賞（『死んでもいい』）
- 1996年度
  - 第1回ニフティ映画大賞 男優賞（『罠』）
  - 第20回日本アカデミー賞 優秀助演男優賞（『学校II』）
- 1997年度
  - 第21回日本アカデミー賞 優秀助演男優賞（『誘拐』）
- 2002年度
  - 42nd ACC CM FESTAVAL 主演賞（サントリーBOSS）
- 2004年度
  - 第28回日本アカデミー賞 優秀主演男優賞（『隠し剣 鬼の爪』）
- 2007年度
  - 第29回ヨコハマ映画祭 助演男優賞（『腑抜けども、悲しみの愛を見せろ』）
- 2010年度
  - 第20回日本映画批評家大賞 主演男優賞（『毎日かあさん』）
- 2015年度
  - 第7回TAMA映画賞 最優秀男優賞（『あん』『KANO〜1931海の向こうの甲子園〜』）[26]
  - 第37回ヨコハマ映画祭 主演男優賞（『あん』）[27]
  - 全国映連賞 男優賞（『あん』）
- 2016年度
  - 台湾ツーリズムアワード／台湾観光貢献賞
- 2017年度
  - 第68回芸術選奨文部科学大臣賞 映画部門（『光」『パターソン』）
- 2022年度
  - ニッポン・コネクション（ドイツ） ニッポン名誉賞

## 出演

### 映画

#### 日本映画
- ションベン・ライダー（1983年、東宝・相米慎二監督作品） - ジョジョ 役 ※デビュー作
- みゆき（1983年、東宝・井筒和幸監督作品） 若松真人 役
- THE MODS 夜のハイウェイ（1985年、EPIC・ソニー・渡辺寿監督作品、劇場未公開） - 雄二 役
- メロドラマ（1988年、小澤啓一監督作品）
- バカヤロー!3 へんな奴ら 第4話「クリスマスなんか大嫌い」（1990年、松竹・山川直人監督作品） 岡嶋正 役
- 喪の仕事（1991年、君塚匠監督作品）
- アイ・ラブ・ニッポン - アジアン・ビート 日本篇（1991年、天願大介監督作品）
- 息子（1991年、松竹・山田洋次監督作品） - 浅野哲夫 役
- 東京の休日（1991年、東北新社・長尾直樹監督作品） - J.T 役（友情出演）
- 男はつらいよ 寅次郎の青春（1992年、松竹・山田洋次監督作品） - 竜介 役
- 死んでもいい（1992年、アルゴプロジェクト・石井隆監督作品） - 平野信 役
- オートバイ少女（1994年、あがた森魚監督作品）
- 我が人生最悪の時（1994年、林海象監督作品／私立探偵 濱マイクシリーズ）
- 遥かな時代の階段を（1995年、林海象監督作品／私立探偵 濱マイクシリーズ）
- BeRLiN（1995年、利重剛監督作品）
- 罠 （1996年、林海象監督作品/私立探偵 濱マイクシリーズ）
- ユーリ（1996年、Me&Herコーポレーション・坂元裕二監督作品） - 野々村 役
- 学校II（1996年、山田洋次監督作品）
- 虹をつかむ男（1996年、山田洋次監督作品）
- 誘拐（1997年、大河原孝夫監督作品） - 藤一郎 役
- Beautiful Sunday（1998年、中島哲也監督作品）
- CANDY(1999年3月24日公開、富永よしえ監督)
- 実験映画（1999年、手塚眞監督作品）
- 0cm4（1999年、園子温監督作品）SHINICHIRO ARAKAWAパリコレクション
- 五条霊戦記 GOJOE（2000年、石井聰亙監督作品）
- 閉じる日（2000年、行定勲監督作品）
- PARTY7（2000年、石井克人監督作品）
- PARADICE（2000年、森山達也、ハル監督作品）
- STEREO FUTURE -episode 2002-（2001年、中野裕之監督作品）
- 真心（2001年、前田良輔監督作品）
- ELECTRIC DRAGON 80000V（2001年、石井聰亙監督作品）
- けものがれ、俺らの猿と（2001年、須永秀明監督作品）
- 贅沢な骨（2001年、行定勲監督作品）
- ピストルオペラ（2001年、鈴木清順監督作品）
- 自殺サークル（2001年、園子温監督作品）
- クロエ（2001年、利重剛監督作品）
- 短編 TAMPEN　空華koo-ghe (2001年、たむらまさき撮影)
- 海は見ていた（2002年、熊井啓監督作品）
- AIKI（2002年、天願大介監督作品）
- 偶然にも最悪な少年（2003年、グ・スーヨン監督作品）
- DEAD END RUN(2003年、石井聰亙監督作品)
- ラブドガン（2004年、渡辺謙作監督作品）
- 隠し剣 鬼の爪（2004年、山田洋次監督作品）
- オペレッタ狸御殿(2005年5月28日、鈴木清順監督作品)　ｰ 狸楽団　役
- ジーナ・K（2005年、藤江儀全監督作品）
- 姑獲鳥の夏（2005年、実相寺昭雄監督作品）
- 探偵事務所5（2005年林海象監督作品）
- 天使（2006年、宮坂まゆみ監督作品）
- 紙屋悦子の青春（2006年、黒木和雄監督作品）
- ありがとう（2006年、万田邦敏監督作品）
- 代々木ブルース（2006年、廣田正興監督作品）
- さくらん（2007年、蜷川実花監督作品）
- 腑抜けども、悲しみの愛を見せろ（2007年、吉田大八監督作品）
- Chocolate　(2008年2月2日公開　豊永利明監督作品)　- 利明　役
- 夢のまにまに（2008年、木村威夫監督作品）
- R246 STORY 『224466』(2008年、浅野忠信監督作品)
- ゼラチンシルバーLOVE（2009年、操上和美監督作品）
- 毎日かあさん（2011年、松竹・小林聖太郎監督作品） - カモシダ ユタカ 役
- スマグラー おまえの未来を運べ（2011年、石井克人監督作品）
- 赤い季節（2012年、能野哲彦監督作品）
- 戦争と一人の女（2013年、井上淳一監督作品）
- 彌勒 MIROKU（2013年、林海象監督作品）
- 神隠しのキャラメル（2013年、酒井麻衣監督作品）
- りんごのうかの少女 ( 2013年12月7日, 横浜聡子監督)
- いきもののきろく（2014年2月15日, 原案 永瀬正敏、井上淳一監督作品）[注 1]
- まほろ駅前狂騒曲（2014年、大森立嗣監督作品）
- さいはてにて-やさしい香りと待ちながら-（2015年、姜秀瓊監督作品）
- あん（2015年、河瀨直美監督作品） - 千太郎 役
- 蜜のあわれ（2016年、石井岳龍監督作品） - 金魚売りの辰夫 役[31]
- 十字架（2016年、五十嵐匠監督作品） - 藤井晴男 役
- 64 -ロクヨン- 前編・後編（2016年、瀬々敬久監督作品） - 雨宮芳男 役[32]
- アジア三面鏡2016：リフレクションズ　　　　鳩 Pigeon(2016年　行定勲監督作品)
- 後妻業の女（2016年、鶴橋康夫監督作品） - 本多芳則 役
- ハピネス（2017年） - 神崎守 役
- ブルーハーツが聴こえる（ジョウネツノバラ）（2014年製作、2017年4月8日公開、日活 / ティ・ジョイ）
- 光（2017年、河瀨直美監督作品） - 主演・雅哉 役
- 禅と骨  (2017年9月2日公開、中村高寛監督  -ドラマパート、近藤和男  役
- SUKITA 刻まれたアーティストたちの一瞬  (2018年5月19日公開、相原裕美監督作品)  - インタビュー出演
- Vision（2018年6月8日公開、河瀨直美監督作品）
- BADS～ならず者たち～（アジア・オムニバス映画『Five to Nine』の一編）（2018年6月9日公開、宮崎大祐監督作品）
- 菊とギロチン（2018年7月7日 瀬々敬久監督） - ナレーション
- パンク侍、斬られて候（2018年、石井岳龍監督） - 大臼延珍 役 / ナレーター[33]
- 赤い雪 red snow（2019年2月1日、甲斐さやか監督作品）
- 多十郎殉愛記（2019年4月12日、中島貞夫監督  - 桂小五郎役（特別出演）
- WE ARE LITTLE ZOMBIES（2019年6月14日、長久充監督 日活） - 伊武春彦 役
- ある船頭の話（2019年9月13日 オダギリジョー監督） - 仁平 役
- 最初の晩餐（2019年11月1日 常盤司郎監督） - 東日登志 役
- カツベン!（2019年12月13日、周防正行監督作品） - 山岡秋声 役
- ファンシー（2020年2月7日 廣田正興監督） - 鷹巣明 役
- 二人ノ世界（2020年7月10日、藤本啓太監督）- 俊作 役[34]
- 星の子（2020年10月9日、大森立嗣監督東京テアトル・ヨアケ） - ちひろの父 役[35]
- 空に住む（2020年10月23日、青山真治監督アスミック・エース） - ペット葬儀屋 [36]
- さくら（2020年11月13日、矢崎仁司監督 松竹） - 長谷川昭夫 役
- BOLT（2020年12月11日、 林海象監督）
- 茜色に焼かれる（2021年5月21日、石井裕也監督） - 中村 役
- 名も無い日（2021年5月28日愛知県、三重県、岐阜県　先行公開　6月11日公開）日比遊一監督  - 小野達也 役[37]
- ノイズ (2022年1月28日、廣木隆一監督)   - 畠山努 [38]
- ちょっと思い出しただけ (2022年2月11日、松居大悟)  - ジュン [39]
- 百花（2022年9月9日公開、川村元気監督） - 浅葉洋平 役[40]
- ファンタスマゴリー ザ・ゴーストショー（2022年10月1日公開、二階健監督)　- ジノ 役[41]
- 天間荘の三姉妹（2022年10月28日公開、北村龍平監督)　- 小川清志 役
- 雑魚どもよ、大志を抱け!（2023年3月24日公開、足立紳監督)
- GOLDFISH（2023年3月31日公開、藤沼伸一監督） - イチ 役
- 山女（2023年6月30日公開、福永壮志監督） - 伊兵衛 役[42][43]
- かぞく（2023年11月3日公開、澤田石和寛監督） - 主演・ケンジ 役[44][45]
- 箱男（2024年8月23日公開、石井岳龍監督) - 主演・わたし 役[46]
- 徒花-ADABANA-（2024年10月18日公開、甲斐さやか監督）[47]
- 国宝（2025年6月6日公開、李相日監督） - 立花権五郎 役[48]
- THE オリバーな犬、 (Gosh!!) このヤロウ MOVIE（2025年秋公開予定、オダギリジョー監督） - 溝口健一 役[49][50]
- おーい、応為（2025年10月17日公開予定、大森立嗣監督） - 葛飾北斎 役[51]

#### 海外映画
- ミステリー・トレイン（1989年、アメリカ、ジム・ジャームッシュ監督作品） - 主演・ジュン 役
- ラブ・フロム・テマセク - アジアン・ビート シンガポール篇（1991年、フレディ・ロー・ベン・リー監督作品）
- パウダー・ロード（ソルジャー・イン・タイランドの別題あり） - アジアン・ビート タイ篇（1991年、チャートリーチャルーム・ユコン監督作品）
- サンライズ・イン・カンポン - アジアン・ビート マレーシア篇（1991年、アズィス・M・オスマン監督作品）
- シャドー・オブ・ノクターン - アジアン・ビート 台湾篇（1991年、ユー・ウェイエン監督作品）
- オータム・ムーン - アジアン・ビート 香港篇（1991年、クララ・ロウ監督作品）
- コールド・フィーバー（1995年、アイスランド、F.T.フリドリクソン監督作品）
- FLIRT/フラート（1995年、アメリカ、ハル・ハートリー監督作品）
- KANO 1931海の向こうの甲子園（2014年、台湾、馬志翔監督作品）- 近藤兵太郎 役
- Words with Gods（2014年、メキシコ、アメリカ、Guillermo Arriaga、Emir Kusturica、Amos Gitai、Mira Nair、Warwick Thornton、Héctor Babenco、Bahman Ghobadi、Hideo Nakata、Álex de la Iglesia　監督作品)日本未公開
- パターソン（2016年、米独仏、ジム・ジャームッシュ監督作品）
- 明月幾時有英題Our Time Will Come（2017年、中国、許鞍華(アン・ホイ)監督作品)日本未公開
- 蝶の眠り（2018年、韓国、日本、チョン・ジェウン監督作品）
- RPG　(2019年、台湾、施君涵(シー・チュンハン)監督作品)日本未公開
- ホテルニュームーン　(2019年、イラン、日本、筒井武文監督作品)
- malu 夢路（2019年、マレーシア、日本、エドモンド・ヨウ監督作品 2020年11月13日 日本公開)
- 再会の奈良（2020年、中国、日本、ポンフェイ監督作品)
- ホテルアイリス (2021年、台湾、日本　奥原浩志監督作品　2022年2月18日 日本公開) - 翻訳家 役[37]
- Last Shadow at First Light (2023年、シンガポール・日本・スロベニア・フィリピン・インドネシアNicole Midori Woodford監督作品　日本未公開）- イサム 役

### テレビドラマ
- 少年ドラマシリーズ「だから青春 泣き虫甲子園」1983年6月14日～10月11日 NHK） - 田中一平 役
- 「新・翔んだカップル」(1984年1月23日 フジテレビ) - 田代勇介 役
- 「新・翔んだカップル2」(1984年7月23日 フジテレビ) - 田代勇介 役
- テレビ小説 「一度は有る事」(1984年10月1日～1984年12月28日 TBS)
- ニッポン親不孝物語（1985年、日本テレビ）- 柳原正一 役
- ハーフポテトな俺たち ( 1985年10月9日～1985年12月25日 日本テレビ)
- 金曜ドラマ 「となりの女」(1986年3月7日～1986年5月30日 TBS)
- 月曜ドラマランド「透明少女」（1986年3月10日、フジテレビ） - 六助 役
- 月曜ドラマランド 「包丁人味平」(1986年8月11日 フジテレビ)
- 「やったぜベイビー!」 (1986年8月30日～ 1986年9月27日 日本テレビ) - 小野田
- セーラー服三銃士　ホットドックドリーム (1986年9月4日 フジテレビ) - 由紀夫
- 木曜劇場「時にはいっしょに」（1986年10月16日～12月25日 フジテレビ） - 津村 役
- あぶない刑事 第15話「説得」（1987年1月11日、日本テレビ） - 高村仁 役
- 金曜女のドラマスペシャル「はるちゃん・待ちくたびれた女」（1987年2月27日、フジテレビ）
- ママはアイドル（1987年4月14日～ 1987年6月16日 TBS - 水沢賢一郎 役
- 「ぼくの姉キはパイロット!」 (1987年8月18日～9月22日 TBS ) - 栃木健一 役
- 月曜ドラマランド「宇宙少女モルモ10分の1」 (1987年、フジテレビ） - 元暗みつる
- 水曜ドラマスペシャル「魔夏少女」（1987年8月12日、TBS）
- 女も男もなぜ懲りない 第9話・第10話（1987年、フジテレビ） - 梶本尚龍 役
- 東京フリーマーケット (1987年9月13日、TBS)
- 恋はハイホー!（1987年 - 1988年、日本テレビ） - 沢木武彦 役
- 火曜サスペンス劇場「ラーメン横町・女たちの危険な午後」（1988年、日本テレビ）- ジロ 役
- NEWジャングル 第19話「おかしな関係」（1988年5月27日、日本テレビ）
- ママはアイドル！スペシャル　完結篇 (1988年3月30日、TBS) - 水沢賢一郎 役
- 若奥さまは腕まくり! 第3話「ママは年中苦労する」（1988年、TBS） - 河合元春 役
- 地下鉄最終電車殺人事件　ホームから消えた女 (1988年9月9日 フジテレビ)
- 火曜スーパーワイド「ミスマッチ」（1988年12月20日、テレビ朝日）
- 空飛ぶ母子企業 (1989年4月12日 日本テレビ)
- 火曜ビッグシアター「オシャレ泥棒」（1989年5月9日、TBS）
- 土曜ワイド「フローズンナイト〜凍てつく真夏の夜〜・ビデオショップ・オブ・ホラーズ」（1989年8月12日、フジテレビ） - 主演
- 火曜サスペンス劇場「星座伝説殺人事件」　(1989年11月21日　日本テレビ)
- 「悪魔をやっつけろ！」(1990年1月6 日 TBS)
- 卒業 (1990年1月12日～ 1990年3月30日 TBS ) - 山口哲夫 役
- 世にも奇妙な物語「プレゼント」（1990年6月7日、フジテレビ）
- ごきげんよう！横断歩道でつかまえて (1990年6月30日 TBS)
- 悪女(わる）（1992年、読売テレビ） - 石井隆博 役
- 私立探偵濱マイク（2002年、読売テレビ） - 主演・濱マイク 役
- テレビ朝日開局55周年記念「黒澤明ドラマスペシャル 野良犬」（2013年1月19日、テレビ朝日）- 遊佐英 役
- 連続ドラマX「かなたの子」（2013年、WOWOWプライム）
- オリバーな犬、 (Gosh!!) このヤロウ  (2021年9月17日～2021年10月1日、NHK総合)　- 溝口健一　役
  - オリバーな犬、 (Gosh!!) このヤロウ シーズン2（2022年9月20日 - 10月4日、NHK総合）[52]
- 月刊 松坂桃李「横★須★賀 探偵事務所」（2024年10月20日、WOWOW） - 甲本 役[53]

### テレビアニメ
- 名探偵コナン 中華街 雨のデジャヴュ（前編）（2002年、日本テレビ・読売テレビ） - 濱マイク 役

### OVA
- Radio City Fantasy 街角のメルヘン（1984年、ファイブ・エース）-浩 役

### 配信作品
- 全裸監督2（2021年6月24日、Netflix） - 広告ディレクター 役
- 次元大介（2023年10月13日） - 川島武（元傭兵） 役[54]

### CM
- 日本マクドナルド（1991年）
- 丸井 ギフト ～バレンタインデー/ホワイトデー/父の日/母の日/キャンペーン・フルネームで生きる～（1992年）
- 資生堂 メンズスタイリングムース（1992年 - 1994年）
- サントリー
  - ザ・カクテルバー（1993年 - 1999年）
  - ボス（2001年 - 2002年）
  - BOSS レインボーマウンテンブレンド（2016年）[55]
- HITACHI マクセルUD（1993年 - 1994年）
- 新潮文庫（1993年 - 1995年）
- トヨタ カレン（1993年 - 1997年）
- JT CABIN（1994年 - 1995年）
- SEIKO AGS（1994年 - 1996年）
- Microsoft WORD 95（1996年）
- 東京デジタルホン J-PHONE（現ソフトバンク）（1997年 - 1999年）
- Yoji Yamamoto + ダーバン A.A.R '98．秋冬イメージキャラクター（1998年 - 1999年）
- キリン ファイア（1999年 - 2001年）
- 日清食品 カップヌードル 『20世紀カップヌードル』 （1999年[56] - 2001年）
- 日経BP "NET BRAIN"（2000年）
- KDDI（2000年 - 2002年『土俵篇』）
- JRA 日本中央競馬会（2002年）
- ユニクロ（2003年、2006年）
- 競輪（2010年）
- セガ バイナリードメイン (2012年）
- サッポロ 麦とホップ（2013年）
- 新御茶園 『上市篇』 『雙人篇煎茶版』 台湾（2015年）
- Silver Ash (2015年～2016年)
- ダイナースクラブ『THIS IS YOUR UNIVERSE.』（2019年）
- 宝酒造一刻者ブランドアンバサダー　（2021年～）
- SEIKO企業CM ナレーション　(2022年〜）

### プロモーションビデオ
- 中山美穂「Mellow」（初監督作品）
- 宮沢和史「Seven Days, Seven Nights」

### ナレーション
- アニメ映画「クジラの跳躍」たむらしげる
- DVD「WATARIDORIもうひとつの物語〜」

## 写真集（永瀬正敏撮影）
- 贅沢な骨

　朝日出版社 (2001/8/1)
- Memories of A - Aの記憶

　白神書院(2013/1/15)
- BETWEEN TIME CHANGES

　Impossible tokyo KK.(2013/4/20)
- Memories of M - Mの記憶

　Jの記憶実行委員会(2013/12/14)
- This Moment：永瀨正敏的KANO映像

　遠流(台湾)
(2014/9/1)
- 岩田剛典3rd写真「Spin」

　講談社 (2019/8/2)　
- 月刊 小西桜子・刹

　小学館 (2021/7/27)
- 岩田剛典4th写真集「Layer」

　講談社 (2021/12/1)

## 写真展
- 東京カレンダーpresents 永瀬正敏写真展「impress ―刻印―」

2006年12月20日～12月27日
CLASKA・Gallery A（東京都目黒区）
- 永瀬正敏写真展「impress ―刻印―」✕ 東京カレンダー

2007年9月22日～10月4日
青山ブックセンター（東京都渋谷区）
2007年12月16日～12月30日
未来画廊（東京都港区）
スタンダードブックストア（大阪府）
- 「NTT西日本，コミュニケーション大賞」スチール写真参加・永瀬正敏写真展

2007年10月19日～10月28日
大阪駅地下ディアモール大阪（大阪府大阪市）
- 松田優作20周忌記念プロジェクト「SOUL RED」内 Photo Exhibition

2009年9月21日
LIQUIDROOM（東京都渋谷区）
- Your Balance Your Color　Photo Exhibition

2010年9月27日～10月3日
表参道駅（東京都港区）
- PowerShot S100 特別企画展「REAL TIME ３」

2011年12月8日～12月14日
キャノンギャラリー銀座
2011年12月8日～12月14日
キャノンギャラリー梅田
2011年12月22日～2012年1月10日
キャノンギャラリー仙台
2011年12月22日～2012年1月11日
キャノンギャラリー名古屋
2012年1月19日～1月31日
キャノンギャラリー札幌
2012年1月19日～1月31日
キャノンギャラリー福岡
- 青森朝日放送開局20周年記念 永瀬正敏写真展「Ａの記憶」

2012年3月17日～3年25日
青森県立美術館（青森県青森市）
- 清川あさみ「美女採集」内「Visible in Visible」

2012年9月15日～10月14日
みやざきアートセンター（宮崎県宮崎市）
- 紫舟「Love Letter Project '12」内 写真と書のコラボレーション

2012年10月13日～10月14日
恵比寿ガーデンプレイス・ザ・ガーデンルーム（東京都渋谷区）
- 「Memories of A spin off ＋ Archive photo exhibition in　AOMORI」

2013年1月15日～1月25日
津軽伝承工芸館（青森県黒石市）
- 永瀬正敏写真展「変化する時間軸の狭間/ BETWEEN TIME CHANGES」

2013年3月29日～4月29日
Impossible Project Space（東京都目黒区）
- 永瀬正敏写真展 in AOMORI

2013年3月30日～4月24日
ギャラリーNOVITA（青森県青森市）
- 永瀬正敏写真展「変化する時間軸の狭間 ／ BETWEEN TIME CHANGES」

2013年4月21日～5月6日
代官山 蔦屋書店（東京都渋谷区）
- 永瀬正敏「戦争と一人の女」写真展

2013年5月18日～5月24日
テアトル新宿（東京都新宿区）
- 映画「彌勒 MIROKU」Film orchestra イベント内 Photo Exhibition

2013年8月10日
神戸KIITO（兵庫県神戸市）
- 「変化する時間軸の狭間 / BETWEEN TIME CHANGES」

2013年8月 ～
CAFE SALVADOR ・BAOKWAY GALLERY WITH IMPOSSIBLE（東京都中央区）
- Masatoshi Nagase Photography Works　永瀬正敏写真展 in Aomori

2013年9月21日～10月8日
津軽伝承工芸館（青森県黒石市）
- 永瀬正敏写真展「Memories of M ～Ｍの記憶～」

2013年12月14日～2014年1月19日
みやざきアートセンター（宮崎県宮崎市）
- みやざきweeeek!!2014内 永瀬正敏写真展「Memories of M～Ｍの記憶～」スピンオフ・宮崎出身の俳優、そして写真家、永瀬正敏の世界

2014年2月8日～2月19日
新丸ビル・丸の内ハウスライブラリー（東京都千代田区）
- 「KANO This Moment 」永瀬正敏 撮影展

2014年9月13日～10月26日
華山1914文創園區（台湾台北市）
- SLF presents. 永瀬正敏写真展　#01 ～STAGE

2015年1月6日～2月8日
SLF（宮崎県都城市）
- 「心象 ～Mind's Mirror～」

2015年5月15日～6月7日
松山文創園區（台湾台北市）
2015年6月13日～7月12日
駁二藝術特區（台湾高雄市）
2015年7月10日～7月26日
新竹市美術館90歳生日特別企画
新竹市美術館（台湾新竹市）
2015年7月17日～8月30日
旧台中市市長官邸（台湾台中市）
- 永瀬正敏写真展「fragment～断片」

2015年11月6日～2016年2月14日
ライカギャラリー東京（東京都中央区）
- 都城市 新市誕生10周年記念事業 永瀬正敏写真展 “for future” PRAY FOR TAIWAN ～Mind's Mirror 心象～

2016年2月29日～3月27日
都城島津邸（宮崎県都城市）
- ヤノベケンジ「シネマタイズ」内 特別展示 ATOM HELMET in the Past and Future life

2016年7月16日～9月4日
高松市美術館（香川県高松市）
- 永瀬正敏写真展「flow」〜from RADIANCE〜光～ a film by Naomi Kawase〜

2017年4月29日～8月31日 
大幅延長～2018年1月18日
二十四の瞳映画村 Gallery KUROgO（香川県小豆郡）
- 映画「光」永瀬正敏写真展 ～中森雅哉のその眼差し～

2017年5月25日～6月15日
代官山 蔦屋書店（東京都渋谷区）
- 永瀬正敏写真展「呼吸～Breath of life～」

2018年9月1日～10月21日
入江泰吉記念奈良市写真美術館（奈良県奈良市）
- 岩田剛典３rd写真集「Spin」特別展

2019年9月3日～9月15日
HMV＆BOOKS SHIBUYA（東京都渋谷区）
HMV＆BOOKS SHINSAIBASHI（大阪府大阪市）
- 市制50周年・開館25周年記念 永瀬正敏写真展「bloom」

2021年1月16日〜3月21日
高浜市やきものの里かわら美術館（愛知県高浜市）
- Amazon Prime Video「次元大介」配信記念「次元大介 ✕ 代官山蔦屋書店」

2023年10月1日〜10月31日 代官山蔦屋書店（東京都渋谷区）
- Amazon Original 映画「次元大介」写真展 photographed by Masatoshi Nagase

2023年12月23日〜2024年1月31日 キャノンオープンギャラリー２（東京都港区）
- 映画「徒花 −ADABANA−」展

2024年10月5日〜10月27日 大垣書店 麻布台ヒルズ（東京都港区）
2024年11月3日〜11月30日 グランマーブル ギャラリー・パルク（京都府京都市）
2025年1月11日〜1月24日 アクタス富山店（富山県富山市）

## ディスコグラフィー

### シングル

#### CBSソニー時代
- スクール・デイズ（1983年1月10日）
- 夏のマドンナ（1983年7月1日）
- 南風・ドリーミン（1983年9月21日）
映画『みゆき』主題歌
- プラスティック・ラブ・レター（1984年4月21日）
- 行きすぎてブロークン・ハート（1984年7月21日）

#### ビクター時代
- For the boys…（1993年6月2日）- ヒルビリー・バップスのラストアルバム『PUBLIC MENU』収録曲「夢見る頃を過ぎても」のカバー。
- 太陽とピストル -le soleil et le pistolet- / キネマの屋根裏 ※私立探偵濱マイク 『我が人生最悪の時 THE MOST TERRIBLE TIME IN MY LIFE』主題歌（1993年10月27日）
- キミとボク（1996年4月24日）

### アルバム

#### CBSソニー時代
- JOJO（1984年7月21日）

#### ビクター時代
- CONEY ISLAND JELLYFISH（1993年6月23日）
- Vending Machine（1996年5月22日）